# Yakuake
Yakuake (Yet Another Kuake) — емулятор термінала від KDE. Дизайн завдячує комп'ютерним іграм типу Quake, де консоль виїжджає згори екрана при натисканні клавіші і згортається назад при повторному натисканні.
Користуватися Yakuake швидше, ніж запускати щоразу нову консоль з допомогою поєднання клавіш тому, що програма постійно завантажена в пам'ять. Це часом краще, ніж постійно відкривати і закривати консольні вікна.